# Kamei-in
Le Kamei-in (亀井院) est un temple bouddhiste de l'école Nichiren situé dans la ville de Ichikawa, préfecture de Chiba au Japon. Il est surtout connu pour son puits Mama.

## Histoire
Le Kamei-in est construit au début de l'époque d'Edo en 1635 comme temple de retraite pour le 11e abbé du proche Guhō-ji. Le Kamei-in se trouve directement au sud-est du Guhō-ji duquel il reste un sous-temple. À l'origine il s'appelle Bin'i-bō. En 1705, Nagayori Suzuki, un administrateur du shogunat Tokugawa, commence la restauration du Kamei-in en employant des pierres du Nikkō Tōshō-gū de Nikkō, préfecture de Tochigi. Les pierres sont utilisées pour construire les marches du Kamei-in. Suzuki est censuré par le shogunat et en conséquence commet le seppuku. Pendant cette période, le temple est connu sous le nom de Suzuki-i, mais après la mort de Nagayori le nom tombe en désuétude. Après l'apparition d'une mystérieuse tortue au Kamei-in, le temple est connu sous le nom qu'il porte à présent, combinaison des kanji pour tortue (亀) et puits (井). Hakushū Kitahara (1885 – 1942), le réputé poète de tanka du début du XXe siècle, séjourne dans les quartiers des moines du Kamei-in en 1916.

## Puits Mama

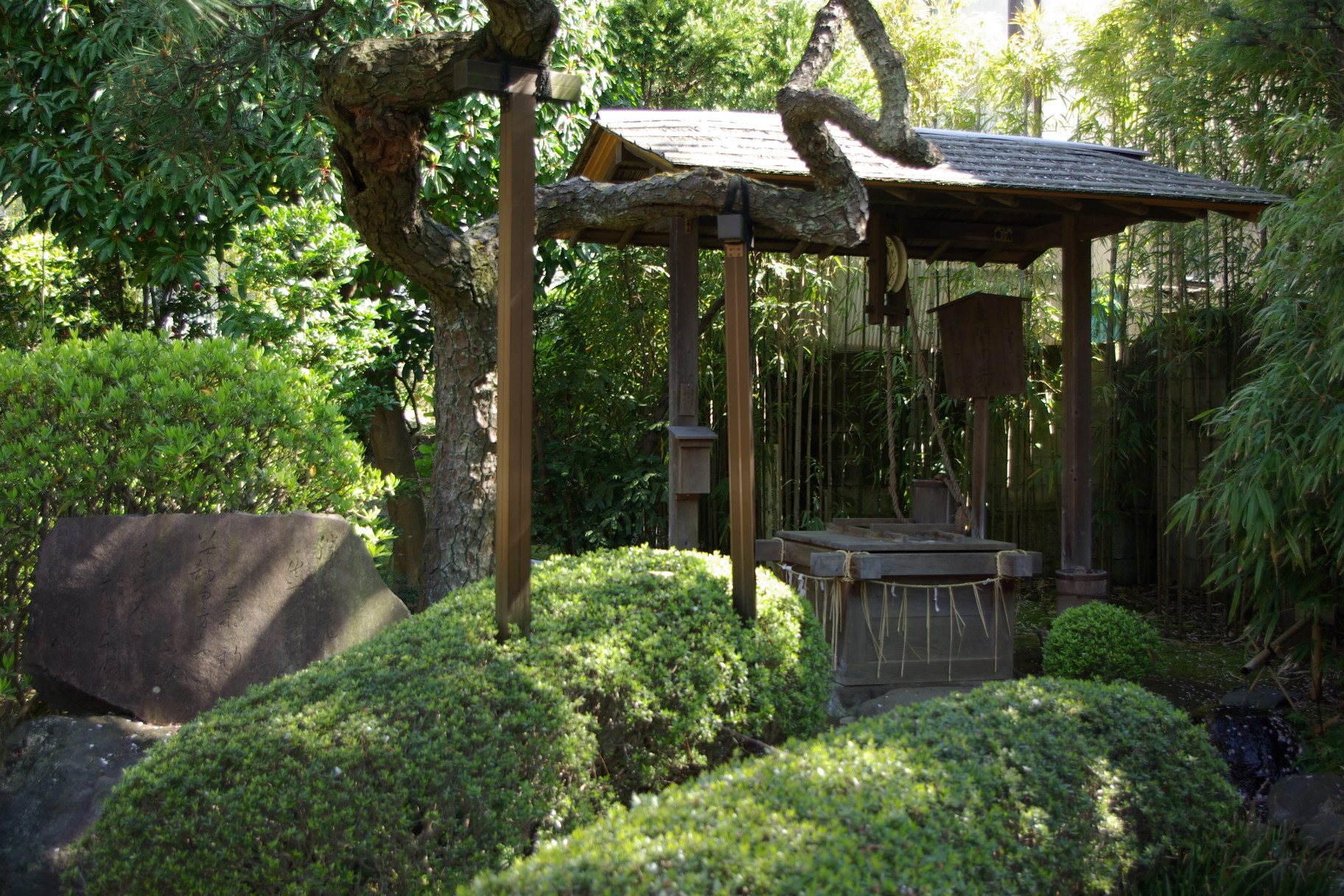
Le puits Mama au Kamei-in

Le puits Mama du Kamei-in est mentionné dans un poème du Man'yōshū. Takahashi Mushimaro, fonctionnaire de cour de rang inférieur de l'époque de Nara, écrit au début du VIIIe siècle le poème « sur la jeune fille du Mama de Katsushika ».